# Trương Thiện Chính
Trương Thiện Chính (tiếng Trung: 張善政; bính âm: Zhāng Shànzhèng; sinh ngày 24 tháng 6 năm 1954) là một chính trị gia Đài Loan, người Thiên Tân, từng giữ chức Thủ tướng Trung Hoa Dân Quốc từ ngày 1 tháng 2 năm 2016 đến ngày 20 tháng 5 năm 2016, ông đã được Tổng thống Mã Anh Cửu chỉ định vào chức vụ này hôm 25 tháng 1 năm 2016. Trước khi đảm nhiệm chức Thủ tướng, ông từng làm Phó Thủ tướng từ ngày 8 tháng 12 năm 2014.

## Tiểu sử

### Học vấn
Trương Thiện Chính tốt nghiệp Cử nhân về kỹ thuật dân dụng từ Đại học quốc lập Đài Loan năm 1976. Sau đó ông lấy bằng Thạc sĩ về Kỹ thuật dân dụng và môi trường của Đại học Stanford năm 1977 và bằng Tiến sĩ về Kỹ thuật dân dụng và môi trường của Đại học Cornell, Hoa Kỳ năm 1981.

### Sự nghiệp
Sau khi tốt nghiệp, ông trở thành một giảng viên, Phó Giáo sư và Giáo sư tại Khoa Kỹ thuật Xây dựng của Đại học quốc lập Đài Loan từ năm 1981 đến năm 1990. Ông là Giám đốc Trung tâm Quốc gia về Tính toán Hiệu suất cao từ năm 1991 đến năm 1997. Từ năm 1998 đến năm 2000, ông là Vụ trưởng Vụ Kế hoạch và Đánh giá Hội đồng Khoa học Quốc gia. Từ năm 2000 đến năm 2010, ông làm việc cho Tập đoàn Hoành Kì, giữ chức Phó Chủ tịch Nhóm Kinh doanh Dịch vụ Điện tử, từ năm 2010 đến năm 2012, ông làm việc cho Google, giữ chức Giám đốc đối tác phần cứng của Google ở Châu Á.
Ngày 3 tháng 3 năm 2014, Hội đồng Khoa học Quốc gia được nâng cấp lên Bộ Khoa học và Công nghệ, và ông trở thành Bộ trưởng đầu tiên. Ngày 8 tháng 12 năm 2014, ông được bổ nhiệm làm Phó Thủ tướng Đài Loan.